# Phenacoleachia zealandica
Phenacoleachia zealandica är en insektsart som först beskrevs av William Miles Maskell 1891.  Phenacoleachia zealandica ingår i släktet Phenacoleachia och familjen Phenacoleachiidae. Inga underarter finns listade i Catalogue of Life.